# Synezjusz (imię)
Synezjusz – imię męskie pochodzenia łacińskiego, oznaczające "pochodzący z Sines" w Portugalii. Istnieje przynajmniej dwóch świętych katolickich o tym imieniu, w tym św. Synezjusz, wspominany wspólnie ze św. Teopompem.
Synezjusz obchodzi imieniny 21 maja i 12 grudnia.
Znane osoby o imieniu Synezjusz:
- Synezjusz, biskup Ptolemaidy w Cyrenajce